# Лудчицы
Лу́дчицы (бел. Лу́дчыцы) — агрогородок в составе Лудчицкого сельсовета Быховского района Могилёвской области Республики Беларусь. Административный центр Лудчицкого сельсовета.

## История
В 1913 году действовала школа.

## Население
- 2010 год — 566 человек
- 2019 год — 522 человека

## Достопримечательности
- Рядом с агрогородком находится возвышенность (высота) — место жестоких боёв в 1944 году. На штабных картах высота была обозначена отметкой 150,9. В 1984 году на ней был открыт Мемориал воинской славы «Лудчицкая высота» —  Историко-культурная ценность Республики Беларусь, шифр 513Д000250. На стене мемориального комплекса «Лудчицкая высота» около Лудчицы Быховского района Могилёвской области Республики Беларусь указаны имена и в камне высечены барельефы шести человек, которые отличились в боях с врагами на высоте 150.9 м и освобождении Быховщины, получивших звание Героя Советского Союза за бой на этой высоте (Борисевич Иван Андреевич, Искалиев Сундуткали, Размадзе Галактион Самсонович, Мартынов Владимир Кириллович, Виниченко Пётр Дмитриевич, Якубов Гулям).
- Курганный могильник (X–XII вв.) —  Историко-культурная ценность Республики Беларусь, шифр 513В000249.
- Памятник землякам, погибшим в Великой Отечественной войне.

## Галерея

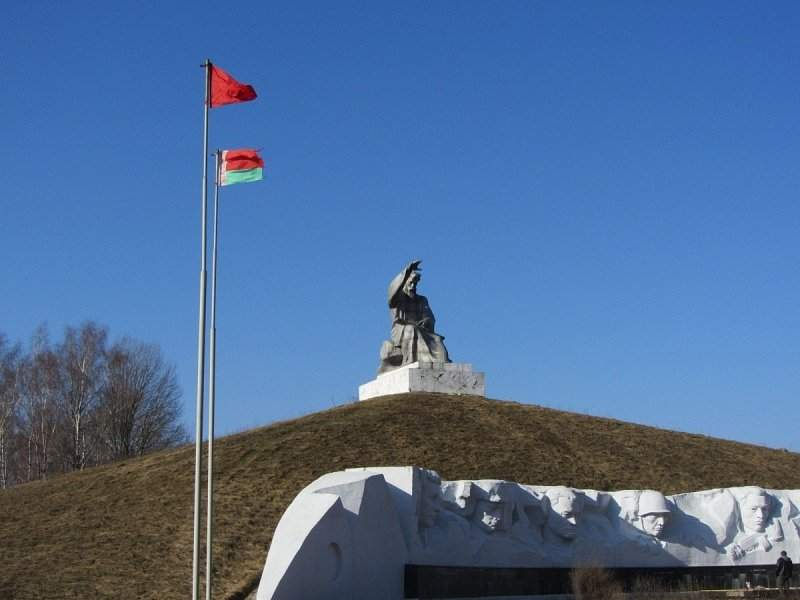
Мемориальный комплекс «Лудчицкая высота»
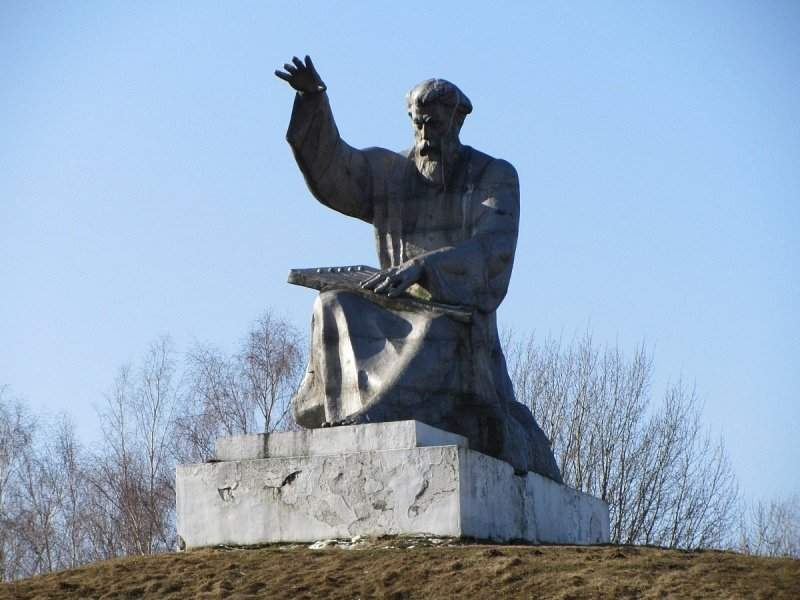
Скульптура Баяна
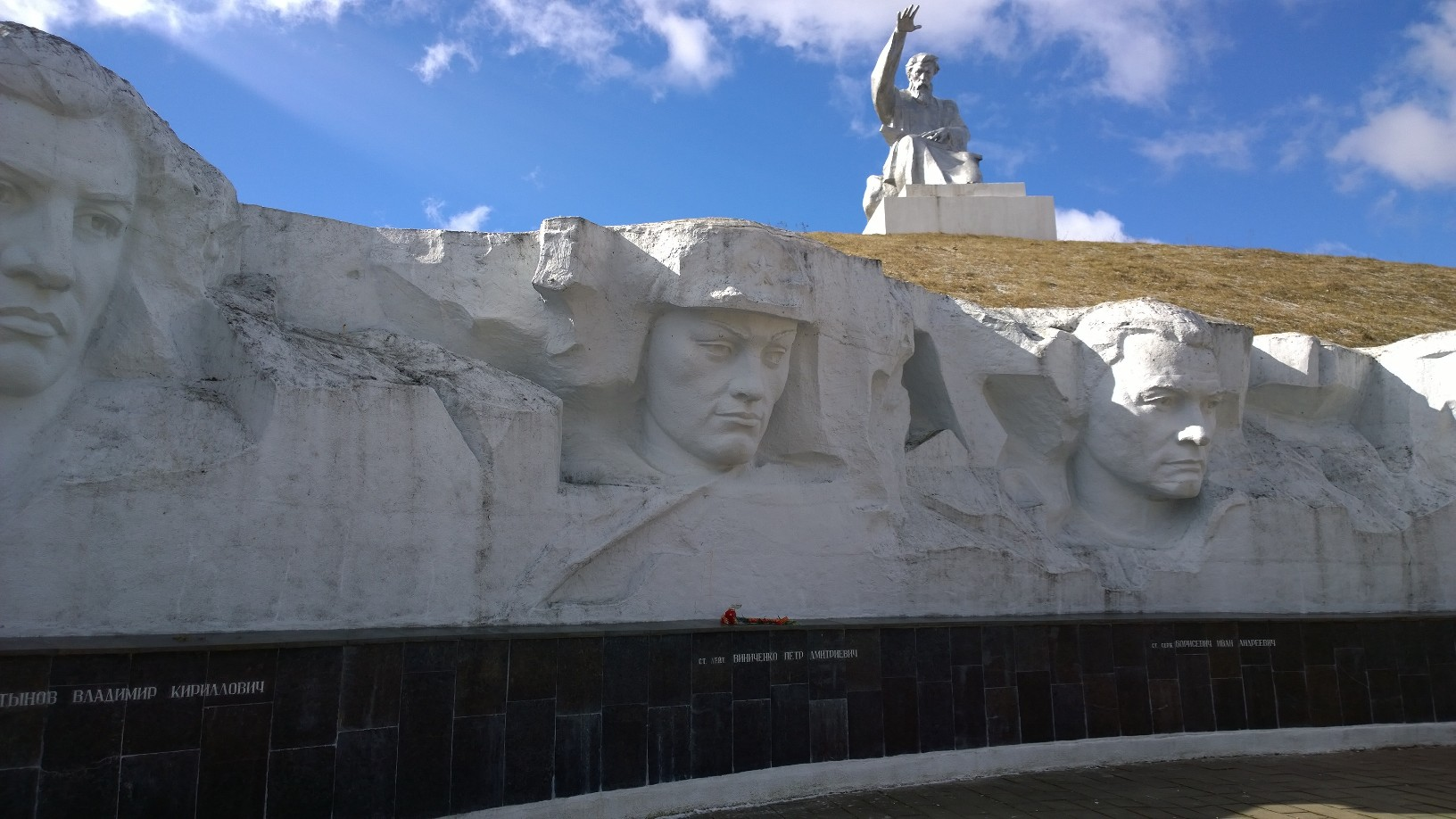
Барельефы